# BMW HB 1000
Der HB 1000 ist ein Flugzeugmotor des bayerischen Herstellers BMW.

## Konstruktion
Der HB 1000 ist ein Zweizylinderviertaktboxermotor mit einer Leistung von 44 kW (60 PS) bei einer Drehzahl von 5400 min−1. Er ist luftgekühlt und hat zwei Vergaser sowie Schalldämpfer und Nachschalldämpfer.

## Verwendung
Der Motor wird in die Ikarus C22 eingebaut. In diesem Ultraleichtflugzeug wird der Propeller über ein Getriebe Typ C von BRP-Rotax mit der Untersetzung 3,5:1 angetrieben. Der Propeller ist ein Warp Drive 68" mit vier Blättern aus kohlenstofffaserverstärktem Kunststoff.